# Непал на летних Олимпийских играх 1972
Непал принимал участие в Летних Олимпийских играх 1972 года в Мюнхене (ФРГ) во второй раз за свою историю, пропустив Летние Олимпийские игры 1968 года, но не завоевал ни одной медали.